# Sterculia apeibophylla
Sterculia apeibophylla är en malvaväxtart som beskrevs av Adolpho Ducke. Sterculia apeibophylla ingår i släktet Sterculia och familjen malvaväxter. Inga underarter finns listade i Catalogue of Life.